# Bipes tridactylus
Bipes tridactylus là một loài thằn lằn trong họ Bipedidae. Loài này được Dugès mô tả khoa học đầu tiên năm 1894.